# Hallgeir Brenden
Hallgeir Brenden (ur. 10 lutego 1929 w Trysil, zm. 21 września 2007 w Lillehammer) – norweski biegacz narciarski, czterokrotny medalista olimpijski.

## Kariera
Jego olimpijskim debiutem były igrzyska w Oslo w 1952 r. Zwyciężył tam w biegu na 18 km stylem klasycznym, a wspólnie z Magnarem Estenstadem, Mikalem Kirkholtem i Martinem Stokkenem wywalczył srebrny medal w sztafecie 4 × 10 km. Cztery lata później, podczas igrzysk olimpijskich w Cortinie d’Ampezzo zdobył złoty medal w biegu na 15 km. Brenden został tym samym pierwszym biegaczem narciarskim, który obronił tytuł mistrza olimpijskiego na krótkim dystansie. Wraz z kolegami z reprezentacji zajął także czwarte miejsce w sztafecie. Startował też na igrzyskach olimpijskich w Squaw Valley w 1964 roku, gdzie wraz z Haraldem Grønningenem, Einarem Østbym i Håkonem Brusveenem zdobył kolejny srebrny medal w sztafecie. Jego najlepszym indywidualnym wynikiem na tych igrzyskach było 9. miejsce w biegach na 30 i 50 km techniką klasyczną.
Dwunastokrotnie zdobywał mistrzostwo Norwegii w biegach narciarskich. Był także lekkoatletą, odnosił sukcesy w biegu na 3000 m z przeszkodami, był między innymi mistrzem Norwegii w 1953 i 1954 roku. Był też pierwszym Norwegiem, który pokonał ten dystans w czasie poniżej dziewięciu minut. Za wszechstronność został uhonorowany nagrodą Egebergs Ærespris. W 1955 roku otrzymał Medal Holmenkollen wraz z fińskim biegaczem narciarskim Veikko Hakulinenem oraz dwoma innymi Norwegami: królem Haakonem VII i dwuboistą klasycznym Sverre Stenersenem.
W rodzinnym Trysil był drwalem. W 2002 roku odsłonięto tam jego pomnik.

## Osiągnięcia

### Igrzyska olimpijskie
| Miejsce | Dzień       | Rok  | Miejscowość       | Konkurencja             | Czas biegu | Strata  | Zwycięzca         |
| ------- | ----------- | ---- | ----------------- | ----------------------- | ---------- | ------- | ----------------- |
| 1.      | 18 lutego   | 1952 | Oslo              | 18 km stylem klasycznym | 1:01:34    | –       | –                 |
| 2.      | 23 lutego   | 1952 | Oslo              | Sztafeta 4 × 10 km      | 2:20:16    | +2:57   | Finlandia         |
| 14.     | 27 stycznia | 1956 | Cortina d’Ampezzo | 30 km stylem klasycznym | 1:44:06    | +5:23   | Veikko Hakulinen  |
| 1.      | 30 stycznia | 1956 | Cortina d’Ampezzo | 15 km stylem klasycznym | 49:39      | –       | –                 |
| 4.      | 4 lutego    | 1956 | Cortina d’Ampezzo | Sztafeta 4 × 10 km      | 2:15:30    | +5:46   | ZSRR              |
| 9.      | 19 lutego   | 1960 | Squaw Valley      | 30 km stylem klasycznym | 1:51:03,9  | +4:15,9 | Sixten Jernberg   |
| 12.     | 23 lutego   | 1960 | Squaw Valley      | 15 km stylem klasycznym | 51:55,5    | +1:14,8 | Håkon Brusveen    |
| 2.      | 25 lutego   | 1960 | Squaw Valley      | Sztafeta 4 × 10 km      | 2:08:33,5  | +0,8    | Finlandia         |
| 9.      | 27 lutego   | 1960 | Squaw Valley      | 50 km stylem klasycznym | 2:59:06,3  | +9:16,7 | Kalevi Hämäläinen |

### Mistrzostwa świata
| Miejsce | Dzień     | Rok  | Miejscowość | Konkurencja             | Czas biegu | Strata  | Zwycięzca         |
| ------- | --------- | ---- | ----------- | ----------------------- | ---------- | ------- | ----------------- |
| 4.      | 20 lutego | 1954 | Falun       | Sztafeta 4 × 10 km      | 2:16:47    | 4:23    | Finlandia         |
| 19.     | 2 marca   | 1958 | Lahti       | 30 km stylem klasycznym | 1:40:03,0  | +5:43,0 | Kalevi Hämäläinen |
| 22.     | 4 marca   | 1958 | Lahti       | 15 km stylem klasycznym | 48:58,3    | +2:58,5 | Veikko Hakulinen  |
| 4.      | 6 marca   | 1958 | Lahti       | Sztafeta 4 × 10 km      | 2:18:15,0  | +4:31,2 | Szwecja           |
| 4.      | 22 lutego | 1962 | Zakopane    | Sztafeta 4 × 10 km      | 2:24:39,8  | +2:06,0 | Szwecja           |